# Arhiđakon
Arhiđakon (grč. arhi (ἀρχι-) + diaconos (διάκονος)), u starokršćanskoj Crkvi najstariji đakon koji je pomagao biskupu u brizi za siromahe. Od srednjeg vijeka to je najviša kanonikova služba u kaptolu. Arhiđakon je pomagao biskupu u upravljanju biskupijom i bio zadužen za arhiđakonat, teritorijalnu jednicu u sastavu biskupije.